# Desmopachria aspera
Desmopachria aspera – gatunek wodnego chrząszcza z rodziny pływakowatych, podrodziny Hydroporinae i plemienia Hyphydrini.
Gatunek ten opisany został w 1981 roku przez Franka N. Younga, który jako miejsce typowe wskazał Miami. W obrębie rodzaju zaliczany jest do grupy gatunków D. convexus odznaczającej się obecnością ruchomego wyrostka przedniowierzchołkowego na paramerach.
Chrząszcz o ciele długości poniżej 1,7 mm. Środkowy płat edeagusa z pojedynczym czubkiem i zwężonym wierzchołkiem.
Owad ten zasiedla Stany Zjednoczone, Bahamy i środkową część Kuby.